# Meteorotropie
Die Meteorotropie (auch als Meteoropathologie, Medizinmeteorologie oder Wetterbiotropie bezeichnet) beschreibt Reaktionen biologischer Systeme wie Pflanzen und tierische Organismen, letztendlich auch des Menschen auf Wettereinflüsse nicht trivialer (also nicht alltäglicher) Art. Die Meteorotropie beschreibt zudem auch die zugrundeliegenden bisher bekannten Mechanismen derartiger Reaktionen. Der ähnliche Begriff der Biotropie beschreibt Reaktionen biologischer Vorgänge allgemein, z. B. auf Molekül- oder Organebene, auf Wetter- und Klimaeinflüsse. Wettereinflüsse können prinzipiell sowohl einen beeinträchtigenden als auch einen gesundheitsfördernden oder sogar heilenden Einfluss haben.
Eine eigenständige „Wetterkrankheit“ gibt es jedoch nicht.
Das Wetter ist ein ständiges Phänomen, ein synchron die gesamte Bevölkerung treffendes Ereignis, dem wir uns nicht oder nur zum Teil entziehen können und das zudem laufenden Änderungen unterworfen ist. Das Wetter an sich macht weder krank noch gesund, sondern stellt einen konditionierenden, bedingenden Faktor dar. Man spricht hier auch von einem Wetterreiz oder Wetterstress. Bei manchen Erkrankungen kann ein bestimmter Wettereinfluss der „Trigger“ für den Beginn einer Krankheit sein.
Wettereinflüsse nichttrivialer Art auf die Gesundheit von Mensch, Tier und Pflanze sind seit vielen tausend Jahren bekannt, waren und sind neben den heutigen Erkenntnissen der modernen Forschung Gegenstand vieler Vermutungen und Mythen (das Prinzip der Abhärtung wird auch als Mythos beschrieben). Die Bedeutung meteorotroper Einwirkungen unterliegt jedoch auch kulturellen Einflüssen und kann sich individuell unterschiedlich äußern. Der gleiche Wetterreiz kann paradoxerweise, gerade im Rahmen der Wetterfühligkeit, sich beim gleichen Individuum unterschiedlich bemerkbar machen. Der Mensch, so wie alle biologischen Systeme auch, reagiert auf Wettereinflüsse mit dem, was als Adaptation bezeichnet wird: Er versucht, seinen Organismus möglichst optimal und energiesparend auf eine Änderung seiner Umgebung anzupassen, sei es kurzfristig oder längerfristig. Die Fähigkeit, diese Anpassung unbemerkt oder ohne besondere Beschwerden zu erreichen, scheint ein Kennzeichen des gesunden Menschen zu sein. Vorerkrankten, geschwächten oder älteren Individuen gelingt dies nicht immer, es kommt dann zu spürbaren Beeinträchtigungen der Befindlichkeit. Rheumatikern wird beispielsweise nachgesagt, sie hätten eine beeinträchtigte Thermoregulation. Ob es möglich ist, den Körper im Rahmen einer vorbeugenden Einflussnahme widerstandsfähiger werden zu lassen, ist umstritten – genauso wie die These, dass die moderne Lebensweise in Industrieländern hier vorherrschend negativ eingreife.

## Meteorotrope Reaktionstypen
Die meteorotropen Reaktionen speziell beim Menschen laufen hauptsächlich auf der unbewussten vegetativen Ebene ab, entziehen sich somit der Willkür und teilweise der eigenen Beobachtung.
Unterschieden werden:
- die Wetterreaktion, der jedes Lebewesen und jede Pflanze stets unterliegt. Diese Reaktion entspricht dem physiologischen Adaptionsprozess. Typische Reaktionen sind das Muskelzittern, eine Piloerektion, veränderte Atemfrequenz, Änderungen der Freisetzung bestimmter Hormone sowie entsprechende Stimmungsschwankungen.

- die Wetterfühligkeit, die sich lediglich bei wetterfühligen Personen nach einer bestimmten Latenzzeit beobachten lässt, entspricht eher dem pathologischen Adaptionsprozess. Typischerweise treten hier meist funktionelle Befindlichkeitsstörungen auf. Diese werden meist bei den sogenannten nichttrivialen Wetteränderungen berichtet. Dazu gehören starke Abweichungen einzelner Parameter vom jahreszeitlichen Verlauf, besondere Wetterlagen wie Föhn oder Inversionswetterlage, extreme Schwüle. Dagegen bewirken deutliche Luftdruckänderungen, wie sie bei Flügen in Verkehrsflugzeugen vorkommen, oder starke Temperaturänderungen, wie sie beim Verlassen von Wohnräumen vorkommen, merkwürdigerweise meist keinen derartigen Effekt (Dirnagel 1982). Laut dem Forscher Faust soll die Wetterfühligkeit insbesondere in Mitteleuropa häufig beobachtet werden und gilt als eine der Zivilisationskrankheiten. Häufig berichtete Symptome sind der Kopfschmerz, vermehrte Müdigkeit, Konzentrationsstörungen, Schlafstörungen, Gelenkschmerzen und eine verminderte Leistungsfähigkeit. Mit der umstrittenen Vorfühligkeit wird das Auftreten wetterbedingter Symptome mehrere Tage vor einem eigentlichen Wetterereignis bezeichnet, ein Nachweis ist bis heute nicht erbracht worden. Je nach Umfrage bezeichnen sich zwischen etwa 30 und 70 % der gesunden Bevölkerung als wetterfühlig, in einem enger gefassten Sinne 55 % (Höppe 2002). Frauen (insbesondere in den Wechseljahren) sehen sich häufiger selbst als wetterfühlig an als Männer, ältere Menschen häufiger als junge Menschen. Ein Minimum derartiger Beschwerden wird am Wochenende berichtet. In Kriegs- und Notzeiten nehmen Klagen über die Wetterfühligkeit ab. Goethes Fazit: „… gerade die feinsten Köpfe am meisten von den schädlichen Wirkungen der Luft zu leiden haben …“.

- die Wetterempfindlichkeit im Rahmen von bereits bestehenden Vorerkrankungen, als Veränderung und Erweiterung bestehender Symptome bei ebenfalls eingeschränkter Adaptionsfähigkeit. Bei bestimmten chronischen Erkrankungen (z. B. „rheumatischen“ Krankheiten) oder bei Menschen, die operiert wurden, aber auch Amputierten kann es zu einer Verschlimmerung der Beschwerden kommen. Häufig ist das der Fall bei der Fibromyalgie, „Rheuma“, bei einem Zustand nach Herzinfarkt, chronischem Rückenschmerz.

- Die meteorotrope zeitliche Korrelation bestimmter Wetterereignisse mit lebensbedrohlichen, akuten Ereignissen wie Infarkten, Koliken, Schlaganfällen konnte als schwacher Effekt statistisch bei mehreren Erkrankungen nachgewiesen werden. Dies gilt auch für Sterblichkeit und Wettereinflüsse. Der Myokardinfarkt (Herzinfarkt) und seine Sterblichkeit korrelieren mit bestimmten Wetterlagen (Kveton 1991 und MONICA Projekt / Danet 1999). Sommerliche Hitzewellen beeinflussen die allgemeine Sterblichkeit, genauso wie extreme Kälteperioden. Bei niedrigen Temperaturen kommt es zu einem Anstieg an Schlaganfällen.

## Biotrope Wetterfaktoren
Meist treten mehrere Faktoren begleitend als sogenannte Wetterakkorde oder Reizkombinationen auf, sodass mitunter die Bewertung einzelner isolierter Faktoren auf Schwierigkeiten stößt. Ein Beispiel dafür ist der Frontendurchzug. Prinzipiell sind es die Änderungen und die Änderungsgeschwindigkeiten der einzelnen Parameter, die wirksam sind.
1. Tellurische Faktoren:
- Temperatur: der thermische Wirkungskomplex von Wärme und Kälte. Ein Kältereiz kann rheumatische Beschwerden auslösen und verstärken, Wärme verringert diese. Kälte beeinträchtigt die Funktion des respiratorischen Flimmerepithels (mukoziliärer Apparat) und hemmt seine Reinigungsfähigkeit, was Infekte der Luftwege aufgrund einer ziliären Dysfunktion fördert. Kälte wirkt zudem verengend auf die kleinen Bronchien und wirkt ebenfalls verengend auf die Blutgefäße der Schleimhäute von Nase und Rachen. Dadurch verringert sich die Effektivität des Immunsystems durch eine Verringerung der Durchblutung. Der Kältereflex bezeichnet verschiedene unbewusste Körperreaktionen auf einen Kältereiz. Diese Reaktionen lassen sich auch therapeutisch nutzen, beispielsweise durch Kälteeinwirkung (Kältespray) bei Prellungen oder bei Verbrennungen. Eine Sonderrolle spielt auch ein extremer Kältereiz, der in ausgesuchten Kliniken für die Behandlung rheumatischer Krankheiten zur Verfügung steht (Kältetherapie/Kryotherapie). Eine niedrige Temperatur des Blutes führt zum Herzstillstand (therapeutisch aber auch bei der Erfrierung), verlängert anderseits die Überlebensdauer nach einem Herz- und Kreislaufstillstand.
- Luftfeuchte. Zunehmende Feuchte verstärkt rheumatische Beschwerden. Eine niedrige Luftfeuchte begünstigt Infekte der oberen Luftwege.
- Luftdruck und seine Dynamik, die Wetterfronten. Ein direkter Zusammenhang zwischen dem Luftdruck oder niederfrequenten Schwankungen (Mikrobarome/Kelvin-Helmholtz-Wellen) desselben und Blutdruck konnte bisher nicht zweifelsfrei bewiesen werden, obwohl es Hinweise für einen Einfluss gibt.
- Wind und Windchill, die individuell gefühlte Temperatur ist ein windabhängiges Phänomen. Vertikale Luftbewegungen erhöhen rheumatische Beschwerden.

2. Solare und kosmische Faktoren (aktinischer Wirkungskomplex genannt):
- UV- und Infrarotstrahlung der Sonne. Hautbräunung, Sonnenbrand und das maligne Melanom
- elektrische Vorgänge in der Atmosphäre, die Sferics (AIS) als nicht-thermisch wirkende elektromagnetische Felder. Hier ist die Datenlage nicht einheitlich, es gibt sowohl Studien, die einen Zusammenhang zu symptomlosen Veränderungen des EEG zeigen konnten (Schienle), als auch Studien, die diesen Feldern jeglichen Einfluss auf den Menschen absprechen (Schuh 2003).
- Ionenkonzentration in der Atemluft.
- Höhenstrahlung.

## Meteorotrop aktive Wetterlagen und Konstellationen mit Verschlechterung des Befindens
- Zu hohe Temperatur für die Jahreszeit
- rascher Temperaturanstieg, Aufgleitvorgänge subtropischer Luftmassen
- höhere Luftfeuchte als am Vortag
- hoher Dampfdruck
- gleichbleibende Temperatur bei Inversionswetterlage
- Zunahme der Bewölkung, Nebel, kein Sonnenschein, diffuser Schatten
- Hochdruck mit Kaltluft in Bodennähe
- Föhn (sog. freier Föhn)

Bei Kaltfrontdurchgängen nehmen rheumatische Beschwerden, Angina Pectoris, Koliken, Embolien, Bronchitiden und Kopfschmerzen zu. Bei Warmfrontdurchgängen dominieren die Lungenembolien, Herzinfarkte, Epilepsien, Migräne und Verdauungsbeschwerden. Beim Okklusionsdurchgang zeigen sich rheumatische Beschwerden, Koliken, Angina pectoris, Asthma bronchiale und Blinddarmentzündungen.

## Bekannte oder vermutete Heil- und Schonklimata
- Gleichbleibender täglicher Temperaturgang und entsprechende Feuchte
- etwas kühler, als zu erwarten wäre (auch typisch für das Waldklima, ggf. Seeklima)
- Sonnenschein mit deutlicher Schattenbildung
- hohe Konzentration an negativ geladenen Kleinionen in der Atemluft
- Hochgebirgsklima und Seeklima

## Krankheiten, bei denen ein statistischer Zusammenhang mit meteotropen Einflüssen bekannt ist
Zu ihnen kann man allgemein die Saisonkrankheiten zählen sowie Krankheiten, die in einem engen Zusammenhang mit extremer Wärme stehen, wie Hitzschlag (thermischer Stress), sowie Erfrierungen bei extremer Kälte und Sonnenbrand bei ungeschützter Bestrahlung durch UV-Strahlung der Sonne.
Rheumatiker reagieren mit einer Zunahme der Symptomatik auf bestimmte Gewittertypen, durchziehende Tiefs mit Okklusionsfront und Kaltfrontdurchgänge.